# Myziane Maolida
Myziane Maolida (Parigi, 14 febbraio 1999) è un calciatore francese naturalizzato comoriano, attaccante dell'Al-Kholood.

## Caratteristiche tecniche
È un centravanti.

## Carriera

### Club

#### Olympique Lione
Cresciuto nelle giovanili dell'Olympique Lione, ha esordito il 15 agosto 2017 in un match vinto 4-0 contro lo Strasburgo. Il 28 settembre debutta in Europa League nell'1-1 contro l'Atalanta. Il 26 novembre realizza il primo gol in campionato nella goleada (5-0) del Lione sul campo del Nizza, dopo che tre giorni prima era andato a segno in Europa League nel 4-0 contro l'Apollōn Limassol. Il 13 dicembre fa gol anche in Coupe de la Ligue nell'ottavo di finale perso 4-1 contro il Montpellier.

#### Nizza ed Hertha Berlino
Il 13 agosto 2018 passa a titolo definitivo al Nizza. I rossoneri versano 10 milioni nelle casse del Lione, cui spetta il 30% sulla futura rivendita se questa avviene entro due anni.
Il 31 agosto 2021, dopo tre stagioni nel Club della riviera francese, passa a titolo definitivo ai tedeschi dell'Hertha Berlino.

## Statistiche

### Presenze e reti nei club
Statistiche aggiornate al 17 maggio 2023.
| Stagione              | Squadra               | Campionato            | Campionato | Campionato | Coppe nazionali | Coppe nazionali | Coppe nazionali | Coppe continentali | Coppe continentali | Coppe continentali | Altre coppe | Altre coppe | Altre coppe | Totale | Totale | Totale |
| Stagione              | Squadra               | Comp                  | Pres       | Reti       | Comp            | Pres            | Reti            | Comp               | Pres               | Reti               | Comp        | Pres        | Reti        | Pres   | Reti   |        |
| --------------------- | --------------------- | --------------------- | ---------- | ---------- | --------------- | --------------- | --------------- | ------------------ | ------------------ | ------------------ | ----------- | ----------- | ----------- | ------ | ------ | ------ |
| 2017-2018             | O. Lione              | L1                    | 13         | 1          | CF+CdL          | 2+1             | 0+1             | UEL                | 6                  | 1                  |             | -           | -           | 22     | 3      |        |
| 2018-2019             | Nizza                 | L1                    | 14         | 0          | CF+CdL          | 1+1             | 0               | -                  | -                  | -                  | -           | -           | -           | 16     | 0      |        |
| 2019-2020             | Nizza                 | L1                    | 18         | 1          | CF+CdL          | 3+0             | 0               | -                  | -                  | -                  | -           | -           | -           | 21     | 1      |        |
| 2020-2021             | Nizza                 | L1                    | 19         | 3          | CF              | 2               | 0               | UEL                | 4                  | 0                  | -           | -           | -           | 25     | 3      |        |
| ago. 2021             | Nizza                 | L1                    | 1          | 0          | CF              | 0               | 0               | -                  | -                  | -                  | -           | -           | -           | 1      | 0      |        |
| Totale Nizza          | Totale Nizza          | Totale Nizza          | 52         | 4          |                 | 7               | 0               |                    | 4                  | 0                  |             | -           | -           | 63     | 4      |        |
| 2021-2022             | Hertha Berlino        | BL                    | 14+2       | 1          | CG              | 2               | 0               | -                  | -                  | -                  | -           | -           | -           | 18     | 1      |        |
| 2022-gen.2023         | Hertha Berlino        | BL                    | 3          | 0          | CG              | 1               | 1               | -                  | -                  | -                  | -           | -           | -           | 4      | 1      |        |
| Totale Hertha Berlino | Totale Hertha Berlino | Totale Hertha Berlino | 19         | 1          |                 | 3               | 1               |                    |                    |                    |             | -           | -           | 22     | 2      |        |
| gen.-giu.2023         | Stade Reims           | L1                    | 8          | 1          | CF              | 1               | 0               | -                  | -                  | -                  | -           | -           | -           | 9      | 1      |        |
| 2023-gen. 2024        | Hertha Berlino II     | R                     | 10         | 3          | -               | -               | -               | -                  | -                  | -                  | -           | -           | -           | 10     | 3      |        |
| gen.-giu. 2024        | Hibernian             | SP                    | 18         | 10         | CS              | 2               | 1               | -                  | -                  | -                  | -           | -           | -           | 20     | 11     |        |
| 2024-2025             | Al-Kholood            | SPL                   | 6          | 1          | KC              | 1               | 1               | -                  | -                  | -                  | -           | -           | -           | 7      | 2      |        |
| Totale carriera       | Totale carriera       | Totale carriera       | 126        | 21         |                 | 17              | 4               |                    | 10                 | 1                  |             | -           | -           | 153    | 26     |        |